# 爱德华·威滕
爱德华·威滕（英語：Edward Witten，姓氏亦译为维腾、维敦或惠滕，1951年8月26日—）是一位美國猶太裔数学物理学家，普林斯顿高等研究院名誉教授。他本科毕业于布蘭代斯大學，主修历史，有普林斯頓大學物理博士学位。他是弦理论和量子场论的顶尖专家，创建了M理论。在1990年，他成为第一位被国际数学联盟授予菲尔兹奖的物理学者。

## 生平
威滕生于美国马里兰州巴尔的摩的猶太人家庭。父亲路易斯·威滕（Louis Witten）是研究广义相对论的理论物理学家，母亲是洛林·沃拉克·威滕（Lorraine W. Witten）。威滕原先就读于约翰·霍普金斯大学，在转学布兰代斯大学获得历史系学士学位后（辅修语言学），曾参与民主党候选人乔治·麦戈文的总统竞选工作一段短时间，后来乔治·麦戈文败给理查德·尼克松。
此後威滕作為經濟學研究生在密歇根大學學習了一個學期，然後輟學。1973年他重返學術界，在普林斯頓大學攻讀應用數學，隨後轉院，於1976年獲得物理學博士學位，並在导师是戴维·格娄斯的指導下完成了一篇論文，“規範理論的短距離分析中的一些問題”。他曾在哈佛大學（1976-77）、牛津大學（1977-78）訪問，是哈佛研究員協會的初級研究員（1977-1980），並獲得了麥克阿瑟基金會獎學金（1982），成為了普林斯顿大学教授。他现在是普林斯顿高等研究院的查尔斯·西蒙尼数学物理学教授。

## 研究

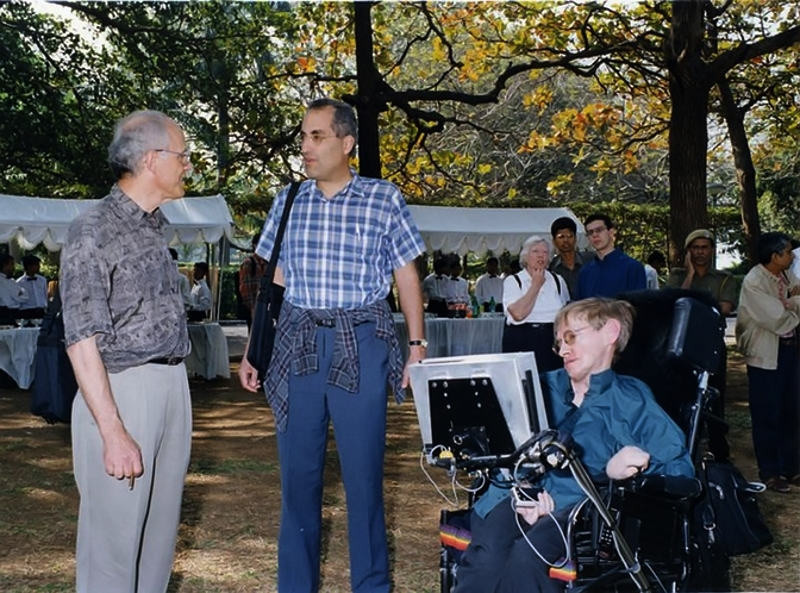
爱德华·威滕与戴维·格娄斯及斯蒂芬·霍金

威滕对理论物理学做出广泛的贡献，也促进大量重要的数学进展。他已经出版超过350部著作，主要是量子场论、弦理论、拓扑和几何形状的相关领域。威滕被他的同行们广泛认为是20世纪最重要的理论物理学家之一。虽然在某些方面很难将他的深刻贡献加以归类，威滕于物理方面的贡献侧重于超对称，于数学方面则是拓扑结构。
威滕在物理学的早期贡献之一是所谓级列问题（hierarchy problem）的解决方案。粒子物理学的标淮模型预言一种被称为希格斯玻色子的存在。然而它的质量似乎比模型预测的数字还要轻得多。威滕认为，超对称破坏的机制提供了级列问题一种的自然解释。在超对称理论中，威滕指数（Witten index）用来判断超对称是否遭到破坏。威滕在超对称规范理论仍然继续做出开创性的贡献。他与普林斯顿高等研究院内森·塞伯格（Nathan Seiberg）发展出塞伯格-威滕理论。
威滕显然是弦理论的代表人物，这是一个用来说明所有自然力的理论。甚至早在1984年，威滕为重力异常做出重要贡献，为第一次弦理论革命铺平了道路。1990年代中期在南加州大学弦理论会议中，威滕推测存在一个统一的理论还没有被发现，称之为M理论。M理论可能是宇宙物理理论最根本的理论。英国物理学家斯蒂芬·霍金在他的著作《大设计》（The Grand Design）中，认为M理论可能是宇宙的终极理论。
爱德华·威滕其他重要物理学的贡献包括規範/重力對偶。1997年，阿根廷理论物理学家胡安·马尔达西那首先提出了在反德西特空间背景下某些超引力理论和边界上共形场论的对偶关系，即AdS/CFT对偶猜想。这一革命性的发现为过去15年中佔据了理论物理的主导地位，对于威滕的研究产生非常重要的影响。
国际数学联盟在1990年授予威滕菲尔兹奖，成为第一位获得该奖项的物理学家（也是唯一一位）。他对纯数学方面的研究影响深远，例如他使用琼斯多项式（Jones Polynomial）来解释陈-西蒙斯理论」（Chern-Simons theory）。这项研究对于低维拓扑结构有深远影响，并推导出量子不变量。
威滕被认为是他的世代中最优秀的物理学家，也被认为是世界上最伟大的物理学家之一，也许甚至是爱因斯坦的后继者。在1995年，他在南加州大学会议中提出M理论，并用它来解释一些以前观察到的现象，在弦论中引发所谓的第二次超弦革命。

## 评价
威滕具有深刻的物理直觉和高超的数学能力。他专长量子场论、弦理论和拓扑与几何相关的范围。他的主要贡献包括广义相对论的正能量定理证明、超对称和莫尔斯理论、拓扑量子场论、超弦紧化、镜像对称、超对称规范场论和对M理论存在性的猜想。
威滕受到许多同行的广泛赞赏，数学家迈克尔·阿蒂亚曾说：
|  | 虽然他肯定是物理学家，不过他对数学的掌握很少数学家能比得上……他一次又一次超越了数学界，以巧妙的物理直觉导出新颖深刻的数学定理……他对现代数学影响巨大……凭着他物理再次成为数学的丰富灵感和直觉源头。 |

威滕获得很多奖项，包括麦克阿瑟基金（1982年）、菲尔兹奖（1990年）、Nemmers数学奖、毕达哥拉斯奖、庞加莱奖（2006年）、克拉福德奖（2008年）、洛伦兹奖章（2010年）、艾萨克·牛顿奖章（2010年）和美国国家科学奖章（2002年）。他被选入《时代杂志》2004年影响最大的100位人士中。爱德华·威滕是当代的物理学家中H指数最高的一位。